# Fischerspooner
Fischerspooner — електроклеш-дует з Нью-Йорку, створений 1998 року Уорреном Фішером (англ. Warren Fischer) та Кейсі Спунером (англ. Casey Spooner). Відомі завдяки сценічним виступам з елементами театрального перформансу і кордебалету, ексцентричним відеокліпам та належністю учасників дуету до ЛГБТ-спільноти. Наступного року[уточнити] після виходу четвертого альбому «Sir» дует повідомив про розпад у своєму інстаграмі.

## Творчий шлях

### Початок співпраці
На початку 90-х років композитор-мультиінструменталіст Уоррен Фішер, що грав у музичній групі Freak Mountain, вирішив переїхати до Чикаго. Після переїзду він створює нойз-рок групу Table, із якою записує два альбоми, водночас займаючись сайд-проектом Drool. Покинувши групи задля вступу до Чиказького художнього інституту, під час навчання Фішер зустрічає Кейсі Спунера, разом з яким записує декілька музичних композицій.

Склавши свої прізвища, щоб отримати назву дуету, Fischerspooner починають виступати із своїми піснями, супроводжуючи їх арт-перформансами. Для одного з імпровізованих виступів із піснею «Indian Cab Driver» у кафе Starbucks кількість учасників гурту зросла до 20 осіб, більшість з яких — танцюристи та бек-вокалісти. Одна з таких вечірок пройшла на сотому поверсі Всесвітнього торгового центру. Про це згадує Фішер у інтерв'ю російському електронному виданню «Афіша Daily»:
Ми там виступали за два роки до коллапсу. Служба безпеки категорично заборонила нам використовувати дим-машини, пославшись на те, що через це у будівлі спрацює сигнал тривоги, за яким усіх людей терміново евакуюють. Був пізній вечір п'ятниці, і ми вирішили, що, напевне, переважна частина працівників все ж розійшлася по домівкам, потайки принесли ці машини та не були дуже обережними з ефектами. Так ось: сирена не спрацювала.
Того ж року Фішер та Спунер записують мініальбом-бутлеґ обмеженим виданням у 100 копій. До нього увійшли треки, перероблені версії яких з'являться у дебютному альбомі, в тому числі, і майбутній сингл «Emerge».

### «#1»та«Emerge»
Перший альбом дуету вийшов 2000 року на власному лейблі «For Those Who Knows Records» та перевидавався декілька разів: 2001 року на німецькому лейблі електронної музики «International Deejay Gigolo Records», 2002 року на лейблі клубної музики «Ministry Of Sound» (який придбав права на видання альбому за 2 мільйони фунтів стерлінгів) та 2003 року на американському «Capitol Records», що підписав контракт із групою на створення ще одного альбому. В залежності від лейблу, в різних виданнях альбом мав назву «#1», «Fischerspooner» або «Best Album Ever».
Під час роботи над «#1» сформувався розподіл обов'язків між учасниками дуету — Кейсі Спунер виступає на сцені та відповідає за лайвперформанси гурту, коли Уоррен Фішер переважно залишається в студії та працює над музикою. Музично «#1» витриманий у жанрі електроклеш із елементами електро та сінті-попу. Спираючись на використання синтезаторів та драм-машин, зокрема Roland TR-808 та Roland TR-909, дует нехтує використанням живих інструментів, віддаючи перевагу програмуванню, навіть при обробці вдохів та видохів використовуючи вокодер.
У запису сингла «Emerge», який став візитівкою групи, брала участь дружина Уоррена Фішера Карен. Пісня посідає 100 місце у списку «100 топ-синглів 2000-04», 243 місце у списку «Топ-500 треків 2000-х» за версією видання Pitchfork та 24 місце у опитуванні «Топ-100 треків 2000-х» за версією видання Resident Advisor. Окрім «Emerge», до альбому увійшли «Sweetness», «L.A. Song» та кавер-версія композиції «The 15th» британського пост-панк гурту Wire.
Критика альбому була переважно схвальною — платівка отримала 70 із 100 балів на сайті музичного оцінювання Metacritic. Тім ДіГравіна з сайту AllMusic відмічає, що «#1» — це звучання 1980-х років, «відфільтроване та перероблене» двома ентузіастами з 2000-х, а Алекс Візґард з Drowned In Sound вважає, що «Emerge» «дає знання про те, що таке електроклеш, за 5 хвилин». Водночас рецензенти Rolling Stone та Pitchfork негативно оцінили кавер на Wire та музику дуету в цілому, будучи переконаними, що «чудернацька візуальна складова не може приховати примітивність та вторинність ідей».

### «Odyssey»

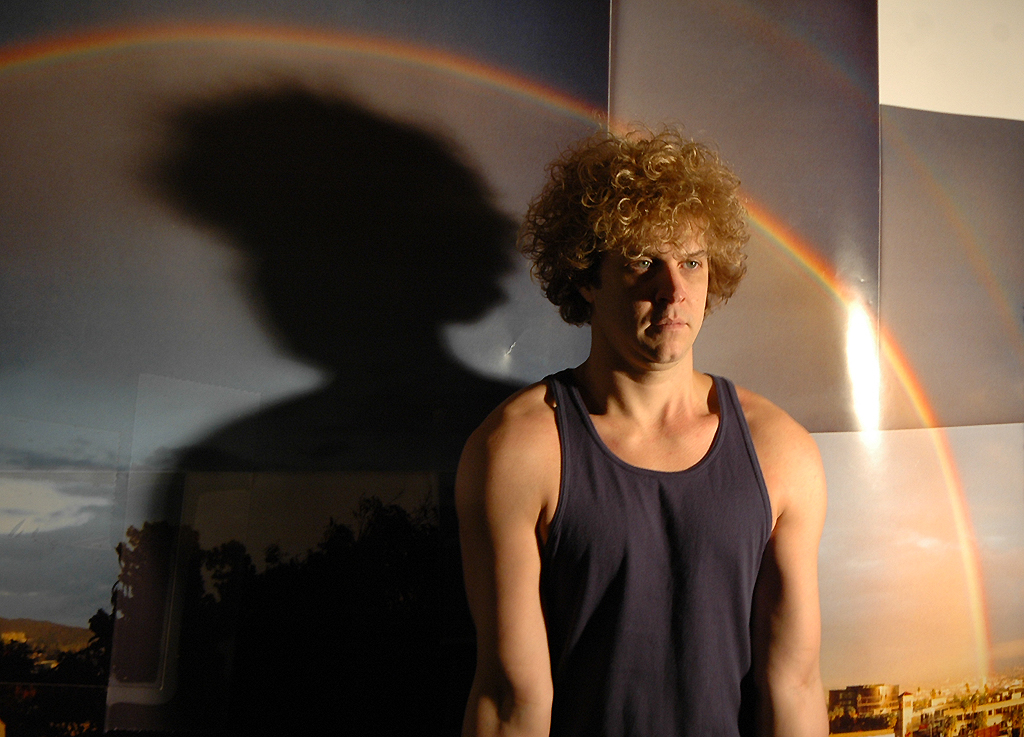
Кейсі Спунер, 2005 рік

11 квітня 2005 року виходить другий альбом Фішера та Спунера «Odyssey». Для запису альбому гурт скористався допомогою Девіда Бірна, Лінди Перрі, Еріка Ерландсона з Hole та Сьюзен Зонтаґ, а також багатьох продюсерів: французів Ніколаса Вернеса і Мірве Ахмадзая, американця Кайла Джонсона. Велика кількість запрошених музикантів не могла не вплинути на остаточний результат — на платівці чутно гітари, піаніно та орган, та й в музичному плані треки більш схожі на інді-рок і електропоп з елементами диско та фанку, ніж на електроклеш з попередньої платівки.
Задля підтримки альбому виходять сингли «Just Let Go» та «Never Win», які стали найбільш комерційно успішними творами дуету: «Just Let Go» піднявся на 20 позицію UK Singles Chart, а «Never Win» відповідно на 55 позицію. Українському слухачу «Never Win» найбільш відомий у версії італійського ді-джея Бенні Бенассі — його ремікс тепло прийняли у багатьох клубах, неодноразово грали у ефірі Kiss FM та на Казантипі. Відеокліпи на «Just Let Go» та «Never Win» потрапили до ротації українського музичного каналу М1.
«Odyssey» отримав ті ж 70 із 100 балів на Metacritic, що й перший альбом, однак рецензії на музичних сайтах були значно сприятливішими — «Альбом зробив плавний та цілком правдоподібний перехід від модників, що розмахують прапорцями, до серйозного гурту, з яким треба рахуватися» (Девід Джефріз з AllMusic), «Гурт ніколи не зробить щось настільки значне, як „Emerge“, але я б не став дотримуватись таких стандартів… „Odyssey“ не можна назвати шедевром, але настав час знайти іншу групу для ненависті» (Том Брейан, Pitchfork), «Тепер, коли дует має в запасі декілька творів, що запам'ятовуються… потрібно не розчинитись у вирі митців, що схожі один на одного» (Доріан Ліскі, Ґардіан).

### «Entertainment»
Після виходу «Odyssey» гурт мав змогу виступати з новим матеріалом лише впродовж трьох місяців через брак коштів. У інтерв'ю Спунер розповідає, що вважав обмеження виступів катастрофою для гурту, що робить ставку на візуальне оформлення та концертну складову. Пояснюючи тривалі перерви між записами альбомів ретельним ставленням Фішера до музики, протиріччями всередині дуету та власною творчою кризою, вокаліст зазначає, що проект був на межі розпаду:
Я був у розпачі, тому що працював два роки над цим величезним релізом, а міг виступати лише три місяці. Ті два роки, які ми працювали над записом, були найдовшим періодом, що я колись провів без виступів, і це зробило мене дуже нещасною людиною. […] Що ж до нового альбому… я спочатку створив назви багатьох пісень. Близько року я намагався почати запис і єдине, що міг робити, це вигадувати назви. […] Маю на увазі, що Уоррену потрібно дуже багато часу, щоб закінчити пісні. Була основна ідея, структурно вона могла змінитися, але ми мали загальне уявлення про те, як це відбувається.
Намагаючись подолати кризу, Спунер приєднується до театральної трупи The Wooster Group під керівництвом актора Віллема Дефо, де грає Лаерта у постановці «Гамлету». Версія Уоррена Фішера щодо проблем в гурті була більш стриманою:
Ми пливемо за течією, думаю, це доречне слово. Ми почали записувати нашу першу платівку в 1998 році, вона була готова приблизно 2002 року. Наступна вийшла в 2005 році, а зараз на дворі 2009 рік. Тож це можна назвати циклічним процесом, для якого необхідні 3-4 роки. 
Історія занепаду згодом стала основою для першого синглу з нового альбому під назвою «The Best Revenge», що вийшов 2008 року на французькому лейблі Kitsuné Music. Ремікс Алекса Гофера на цю композицію було використано як саундтрек до візуального тізеру платівки, що з'явився на ютубі у квітні 2009 року.
Врешті-решт розірвавши контракт із Capitol Records, навесні 2009 року гурт випускає третій альбом «Entertainment» на власному лейблі FS Studios та на лондонському лейблі Lo Recordings. Основним продюсером запису став Джеф Зальцман. Йому акомпанували як музиканти концертного гурту Fischerspooner Ян Пай і Сем Керні, так і запрошені музиканти, серед яких саксофоніст Роберт Аарон, який працював із Девідом Бові, та онук відомого радянського композитора Сергія Прокоф'єва Гебріель. Стиль Кейсі Спунеру для цього альбому створив видатний британський модельєр Александр Макквін; незважаючи на це, обкладинка альбому потрапила до двадцятки найгірших обкладинок 2009 року за версією електронного видання Pitchfork.
«Entertainment», хоч і продовжує прагнення групи до ускладнення та відшліфування власного звуку, зазнав впливу нью-рейву та електро-хаузу, а чисельна кількість реміксів від продюсерів електронної танцювальної музики лише сприяли цьому. Тексти Спунера отримали соціальне забарвлення, наприклад, у пісні «In A Modern World» він міркує над сучасним американським суспільством, у «Money Can't Dance» розповідає про роль грошей у його житті, а «Infidels Of The World Unite» став висловленням артиста проти війни.
Музичні критики сприйняли альбом скептично. Серед претензій до запису — звернення найбільшої уваги слухача на контекст, коли музика стає вторинною та наївність текстів, неприпустима для платівки, «побудованої навколо вокалу». Разом із тим, критики погодились, що «це далеко не революційний і, безумовно, не глибокий альбом, але „Entertainment“ (укр. „Розваги“) принаймні вдається виправдати свою назву». На сайті Metacritic платівка отримала 60 балів із 100 на базі п'ятнадцятьох рецензій.

### Творча перерва. Книжки
В останній день запису «Entertainment» продюсер альбому Джеф Зальцман запропонував Спунеру написати тексти для свого майбутнього проекту, який згодом став сольним проектом Спунера. Дванадцятитрековий альбом «Adult Contemporary» вийшов у січні 2011 року на власному лейблі Molitor Records, з альбомом Спунеру допомогли засновник Scissor Sisters Джейк Ширз та сербська мисткиня Марина Абрамович. Сингли «Faye Dunaway», названий на честь видатної акторки Фей Данавей, та «Spanish Teenager», були підкріплені чисельними реміксами. Музично «Adult Contemporary» відходить від стандартів Fischerspooner, наближаючись до гаражного-, серф-, панк-року та синті-попу. Альбом не мав широкої рекламної кампанії, тому пройшов повз чарти та музичних критиків і не став комерційно успішним, а українському слухачеві він майже невідомий.
2014 року, після декількох років тиши, митці презентували книгу «Fischerspooner: New Truth» (укр. «Нова правда»). Монографія розповідає про перші п'ять років існування проекту — від дебютного виступу у нью-йоркському кафе до контракту із мейджор-лейблом. Видання містить фото та коментарі учасників гурту щодо прагнення до поєднання музики із образотворчим та театральним мистецтвом, які самі артисти й називають «новою правдою». В Україні книжку можна було придбати через інтернет-книгарню Yakaboo.ua.
Книга «Fischerspooner: Egos», що з'явилася на полицях книжкових магазинів наступного року, мала стати прелюдією до наступного альбому з однойменною назвою. Незважаючи на те, що вихід альбому затримався на кілька років, багато фотоматеріалів з книжки згодом було використано у оформленні альбому «Sir» та синглів до нього.

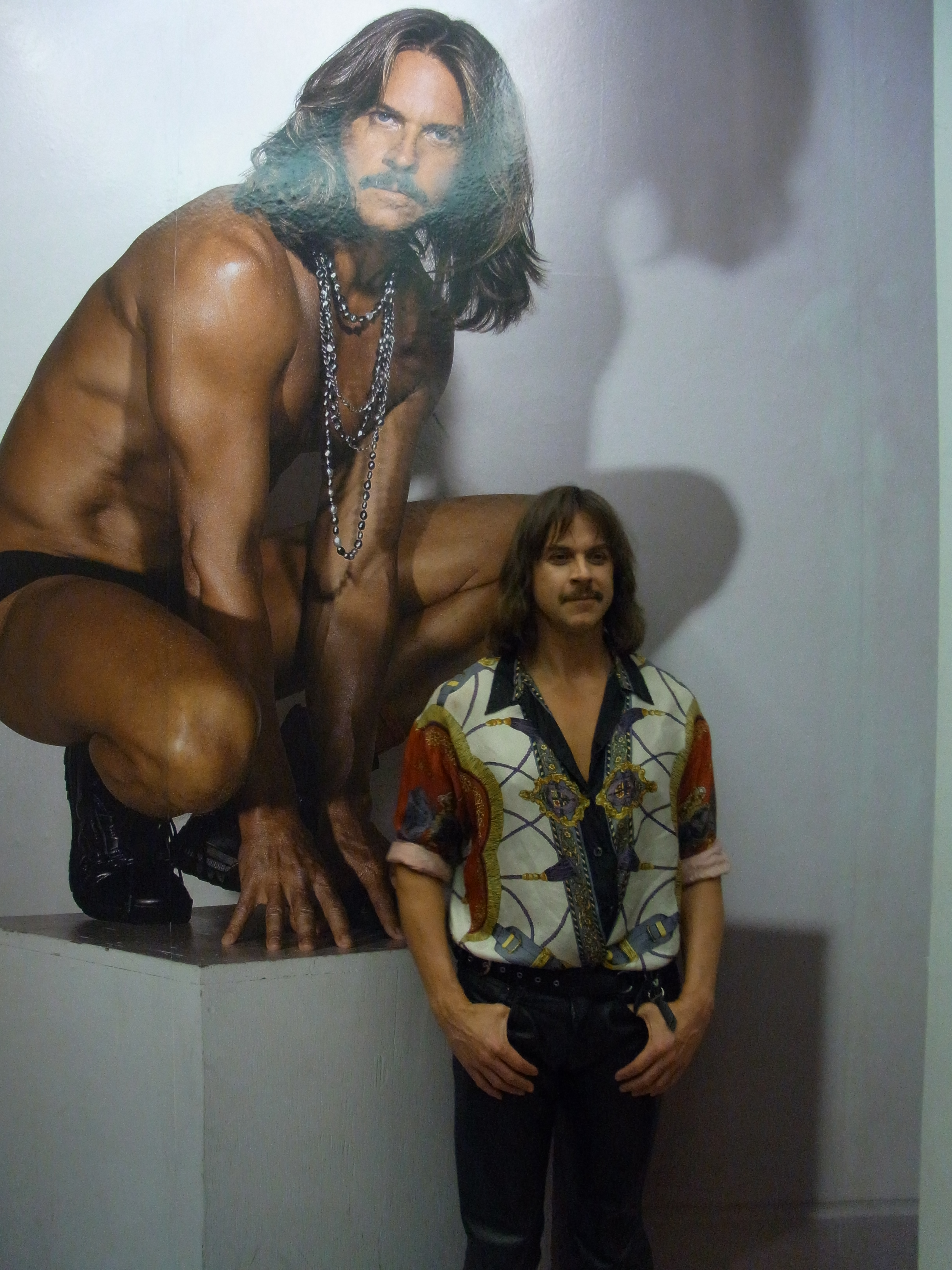
Кейсі Спунер у 2018 році

### «Sir»та розпад
Запис альбому «Sir» розпочався ще 2015 року під керівництвом Майкла Стайпа з групи R.E.M., який був першим бойфрендом Спунера у 1988 році. Обкладинка нового альбому та перша пісня з нього були представлені 23 квітня 2016 року. Виходу платівки передували сингли «Have Fun Tonight» та «Togetherness» на лейблі Ultra Records. «Have Fun Tonight», за версією Pitchfork, став «значним поверненням гурту до витоків електроклешу».
Врешті-решт опублікований 2018 року, «Sir» повертається до тенденції співпраці із різноманітними музикантами — окрім Стайпа як продюсера, до створення альбому доклали зусиль Керолайн Полачек, Джоні Маджі, Енді ЛеМастер та Холі Міранда, які чи не вперше в історії гурту вказуються не лише як співавтори, а й як співвиконавці. Деякі пісні з альбому спродюсував Boots, відомий роботою з Бейонсе над її однойменним альбомом.

За словами Спунера, його концепт був «агресивно гомосексуальним», що дратувало Фішера, який мав власне бачення матеріалу:
…ми сперечалися з Уорреном через першу пісню, над якою працювали для «Sir». Він попросив мене зробити займенники розмитими, щоб музика мала ширшу привабливість, була більш універсальною. Для мене це стало відкриттям — якщо зробити їх нечіткими, ніхто не припускає, що ви співаєте про одностатеві стосунки. Це завжди сприймається як гетеросексуальне. Я хотів дати зрозуміти, що [«Sir»] про одностатеві стосунки. 
«Sir» став найбільш відвертою роботою дуету. Дослідження природи хтивості вилилися у низку провокаційних відеокліпів на альбомні сингли, деякі з них набрали мільйон переглядів на ютубі. У музичному плані платівка наближається до попмузики більш ніж інші альбоми гурту, пропонуючи сучасне бачення електроклешу з доданням ритм-енд-блюзу та авангарду.
Альбом отримав здебільшого схвальні відгуки (67 із 100 балів) на сайті Metacritic та потрапив до березневого списку «18 альбомів, які потрібно послухати цього місяця» журналу Mixmag. Водночас, Ґардіан пише, що запис «був не вартий дев'яти років очікувань», а рецензенти The A.V. Club зазначають, що пісні з альбому «недостатньо вагомі, щоб втамувати амбіції гурту».
Восени 2019 року дует розмістив у фейсбуці та інстаграмі повідомлення про розпад, обмежившись традиційною французькою фразою про обрання нового короля: «Fischerspooner помер. Хай живе Fischerspooner!». 2020 року, на честь свого 20-річчя, відбулося перевидання синглу «Emerge» як ремастер та у новій обробці, що має назву «Emerge 2020».

## Після розпаду

### Фішер
Окрім створення музики, Уоррен Фішер як режисер зняв більшість відеокліпів для Fischerspooner, обігравши цей факт у одному з кліпів на пісню «Emerge». У 2002 році Фішер зняв відеокліп для LCD Soundsystem на пісню «Losing My Edge», 2011-го створив кліп на пісню «Days» нью-йоркського дуету CREEP.
Отримавши практичний досвід у виробництві відеопродукції, Фішер заснував кіностудію BUNKER, від імені якої працював над рекламою для Wells Fargo, Samsung, Jeep, Fiat і Honda 4xFun. Окрім режисерства, виступив продюсером трьох останніх стрічок американської режисерки Рі Русо-Янг, а згодом і документального серіалу «Nuclear Family» (укр. «Нуклеарна родина») для HBO Max, що розповідає про її дитинство та проблеми дитини у одностатевому шлюбі.

### Спунер
4 липня 2019 року Кейсі Спунер анонсував участь у Президентських виборах у США 2020. У відеоанонсі він заявив, що «не сподівається виграти, але сподівається змінити ситуацію». Для підтримки кампанії була створена колекція одягу та декілька арт-об'єктів, які рекламували Спунера як «найбільш ліберального кандидата з можливих». Водночас жартівливі звернення, розташовані на ютуб-каналі співака, натякають, що він мав за мету не стільки балотуватись у президенти, скільки привернути увагу суспільства до проблем сучасної Америки.
У листопаді того ж року Спунер звинуватив поп-співачку Мадонну у використанні його твору без вказання співавторства. За словами співака, 2017 року він допомагав французькому продюсеру Мірве Ахмадзаю із його альбомом, який згодом відмінився; в свою чергу, Мірве під час співпраці із Мадонною над альбомом «Madame X» використав текст та музику Спунера без його відома. Як доказ Спунер виклав у інстаграмі демо-запис пісні «God Control».
Наразі Спунер з'являється у документальному фільмі про моду на французькому каналі France2 та працює над другим сольним альбомом, який матиме назву «With Love From Death Beach».

## Вплив
Fischerspooner належать до піонерів електроклешу, разом із DJ Hell, Chicks On Speed, Peaches, Tiga, Client, Miss Kittin та The Hacker заклавши основи цього жанру. Оглядаючись на спадок Kraftwerk і Гері Ньюмана, дует поєднує відсторонене електро із голлівудською модою 80-х, створюючи протиставлення: холодний комп'ютерний звук з одного боку, і чудернацькі кольорові костюми з іншого. Безпосередньо музика у цій системі грає не таку важливу роль, як театральні елементи, хореографія та перформанси — і, як наслідок, щезають кордони між різними видами мистецтва. Як вважає Спунер, це і було головною ідеєю їх творчості:
Мене дуже спонукав цей проект, тому що мені подобається, що ми починали як мистецьке явище про розваги, яке зрештою стало «законною» розвагою. Мені подобається, що ми підіймали всі ці питання про те, що таке перформанс, а що таке поп-музика, коли розвага є розвагою, а не мистецтвом, а коли мистецтво не є розвагою, і що означає контекст. Що означає робити в музеї те саме, що й на концерті? Просто порушуючи всі ці питання про значення, мистецтво та розваги.
Проте, втілення американської мрії та гламуру на екрані не відповідало реальними успіхам гурту, який зіштовхувався із фінансовими труднощами та з непорозумінням з боку більш консервативних верств населення. До Fischerspooner ставились більш як до провокативного явища, ніж як до професійних митців із власними методами самовираження. В цьому полягає причина недовіри з боку критиків щодо щирості пісень, які ставали з кожним альбомом більш персональними та підіймали філософські, соціальні і політичні питання, залишаючись кітчевими та розважальними. Самі музиканти ставляться до взаємовиключення як до характерної риси їх меседжу:
Люди критикували чи нападали на мене, а я казав: «Я чесний! Я єдина людина, яка чесна й щира у тому, що роблю». Решта світу не хоче визнавати, що усі розваги на телебаченні — підробка, то я люблю підробку. Я вважаю, що підробка — це дивовижно.
Чесність Спунера втілювалася, в тому числі, шляхом надмірної відвертості, починаючи з обкладинки першого альбому, на якій зображено гру у «сніжки», і закінчуючи гомоеротичною тематикою останнього альбому з сексуальною спрямованістю пісень, провокативними відеокліпами, чисельними інтерв'ю, в яких він зізнається, що все це — результат протесту проти консервативного Півдня США та міркує над тим, що міг би завести акаунт на OnlyFans лише задля розваги.
У числі митців, які вплинули на творчість гурту — Depeche Mode, Девід Бірн, Девід Бові, Грейс Джонс, Лорі Андерсон, Браян Іно, Енді Воргол і Марсель Дюшан. В свою чергу, дует став одним із джерел натхнення для Джеймса Мерфі з LCD Soundsystem та багатьох резидентів його лейблу DFA Records — зокрема, The Rapture (альбом «Echoes») і Yeah Yeah Yeahs, серед інших — Goldfrapp, Alice In Videoland, CSS.

## Учасники

### Студійні учасники
- Уоррен Фішер (з 1998 по 2019) — композитор
- Кейсі Спунер (з 1998 по 2019) — вокаліст, автор текстів

### Концертні учасники
- Сем Керні — гітарист
- Адам Крістал — клавішник
- Сінті Грін — бек-вокалістка
- Лізі Йодер — бек-вокалістка
- Ян Пай — барабанщик

### Танцювальна група
- Ванеса Волтерс — хореограф, танцюристка
- Стефані Діксон — танцюристка
- Ієремія Кленсі (Peanuts) — актор

## Дискографія

### Альбоми
| Рік  | Назва                                   | Лейбл                                                                                    | Позиція у чартах | Позиція у чартах | Позиція у чартах | Позиція у чартах | Позиція у чартах |
| Рік  | Назва                                   | Лейбл                                                                                    | UK               | US Heatseekers   | US Dance         | BEL              | FR               |
| ---- | --------------------------------------- | ---------------------------------------------------------------------------------------- | ---------------- | ---------------- | ---------------- | ---------------- | ---------------- |
| 2001 | «#1» «Fischerspooner» «Best Album Ever» | International Deejay Gigolo Records For Those Who Know Ministry Of Sound Capitol Records | 92               | 35               | 3                | —                | —                |
| 2005 | «Odyssey»                               | Capitol Records                                                                          | 110              | 11               | 2                | 65               | 121              |
| 2009 | «Entertainment»                         | Lo Recordings FS Studios                                                                 | —                | 9                | 7                | —                | —                |
| 2018 | «Sir»                                   | Ultra Records                                                                            | —                | 23               | —                | —                | —                |

### Сингли
| Рік  | Назва                                  | Лейбл                               | Альбом          | Позиція у чартах | Позиція у чартах | Позиція у чартах | Позиція у чартах |
| Рік  | Назва                                  | Лейбл                               | Альбом          | UK               | US Dance         | BEL              | GRE              |
| ---- | -------------------------------------- | ----------------------------------- | --------------- | ---------------- | ---------------- | ---------------- | ---------------- |
| 2001 | «Emerge»                               | International Deejay Gigolo Records | «#1»            | —                | —                | —                | 127              |
| 2002 | «Emerge»                               | Capitol Records                     | «#1»            | 25               | 18               | —                | 25               |
| 2002 | «The 15th»                             | Capitol Records                     | «#1»            | —                | 21               | —                | —                |
| 2003 | «L.A. Song» / «Sweetness»              | International Deejay Gigolo Records | «#1»            | —                | —                | —                | —                |
| 2004 | «Just Let Go»                          | Capitol Records                     | «Odyssey»       | 20               | 7                | —                | —                |
| 2005 | «Never Win»                            | Capitol Records                     | «Odyssey»       | 55               | 17               | 11               | —                |
| 2005 | «A Kick In The Teeth»                  | Capitol Records                     | «Odyssey»       | —                | —                | —                | —                |
| 2006 | «We Need A War»                        | International Deejay Gigolo Records | «Odyssey»       | —                | —                | —                | —                |
| 2008 | «The Best Revenge»                     | Kitsuné Music                       | «Entertainment» | —                | —                | —                | —                |
| 2008 | «Danse En France»                      | Kitsuné Music                       | «Entertainment» | —                | —                | —                | —                |
| 2009 | «Supply & Demand»                      | Lo Recordings                       | «Entertainment» | —                | —                | —                | —                |
| 2009 | «We Are Electric»                      | Lo Recordings                       | «Entertainment» | —                | —                | —                | —                |
| 2011 | «Infidels Of The World Unite»          | Dim Mak Records                     | «Entertainment» | —                | —                | —                | —                |
| 2017 | «Have Fun Tonight»                     | Ultra Records                       | «Sir»           | —                | —                | —                | —                |
| 2017 | «Togetherness» (із Керолайн Полачек)   | Ultra Records                       | «Sir»           | —                | —                | —                | —                |
| 2017 | «Butterscotch Goddam» (із Джоні Маджі) | Ultra Records                       | «Sir»           | —                | —                | —                | —                |
| 2018 | «TopBrazil»                            | Ultra Records                       | «Sir»           | —                | —                | —                | —                |
| 2020 | «Emerge 2020»                          | Capitol Records                     | —               | —                | —                | —                | —                |

### Ремікси
- [2001] Кайлі Міноуг — Come Into My World (Fischerspooner Remix)[104]
- [2004] Генрі Манчіні — Pink Panther Theme (Fisherspooner Mix)[105]
- [2005] The Killers — Smile Like You Mean It (Fischerspooner Remix)[106]
- [2005] Sunshine — Victimisanothernameforlover (Fischerspooner Remix)[107]
- [2006] Etienne Daho — Tombé Pour La France (Fischerspooner's Remix)[108]

### Відеокліпи
- [2000] «Emerge» (Skin-версія)[109]
- [2001] «Emerge» (Інша версія)[110][111]
- [2002] «Sweetness»[112]
- [2003] «The 15th»[113]
- [2005] «Just Let Go»[114][115]
- [2005] «Never Win»[116]
- [2008] «Get Confused»[117]
- [2009] «We Are Electric»[118]
- [2010] «The Best Revenge»[119]
- [2017] «Have Fun Tonight»[57]
- [2017] «Togetherness» (із Керолайн Полачек)[60]
- [2018] «Butterscotch Goddam» (із Джоні Маджі)[59]
- [2018] «TopBrazil»[58]